# 台灣間性者權益
台灣的間性者目前在法律上對其身體完整性和身體自主權的保護方面以及在防止基於性別特徵的歧視方面存在差距，近年來有很大的進步。

## 歷史
丘愛芝於2008年成立了組織國際陰陽人組織（Oii-Chinese）的一個分會，作為台灣和華語世界中間性者群的第一個也是唯一的倡導和支持團體。在2018年6月14日，監察院提出報告糾正衛生福利部及內政部長期忽略間性者人權問題，在報告中提出：「孫大川、高鳳仙調查發現，出生時性徵不明或不符傳統兩性區分之雙性兒童，其父母時囿於出生登記之壓力，再加上醫療指引欠缺，常有令兒童被過早進行「正常化」手術之情形。衛福部未能制定相關醫療指引或家長手冊給予協助，恐致雙性兒童有過早接受非必要手術之虞，侵害雙性兒童身體健康權及基於人性尊嚴之個人主體權，違反經濟社會文化權利國際公約、兒童權利公約及憲法第22條規定，核有重大違失。」。該報告要求政府機構解決與間性者權利有關的問題，例如過早的性別指定手術、出生登記和身份證明文件上的二元性別選擇、缺乏間性者的統計數據以及缺乏對體育運動員的間性者友好政策。根據該報告，間性者權利受到中華民國憲法平等條款的廣泛保護。當前的《性別平等教育法》規定，必須尊重非常規的性別特徵和性別認同。除此之外，還沒有專門針對間性者權利的反歧視法律。

## 身體完整性和身體自主权

法律禁止未經同意的性別指定手術
行政監管未經同意的性別指定手術

作为对監察院关于間性者权利的报告的回应，中華民國衛生福利部于2018年10月发布了「衛生福利部未成年間性者之醫療矯正手術共同性建議原則」。該指南禁止對12歲以下的任何人進行「非必要且不可逆轉」的性別指定手術，除非有癌化或生理機能障礙情形。於12到18歲之間的青少年，允許性別指定手術治療那些「有適應困難」的人，並需要由兒童內分泌科、兒童外科、兒童泌尿科及兒童青少年精神科組成的專業團隊的批准。在間性者成年人進行性別指定手術之前，也需要由專業團隊進行評估。雖然國際陰陽人組織的發言人丘愛芝承認該指南不在法規中，但她對醫生會遵守該官方指南表示樂觀。

## 性別登記和身份證明文件
如果新生兒的性別在出生證明上被標記為不確定，則戶口登記處將要求提供進一步的證據或進行染色體測試，以為孩子分配一種二元性別。隨著孩子的成長，這可能導致性別認同問題。
截至2019年6月，任何想要修改法律性別（只有男性和女性）的人（包括間性者）需要提供證據證明已通過手術切除了「先天性」的生殖器。自2015年以來，放寬性別變更登記的嘗試就一直停滯不前。
政府于2018年宣布，将在计划于2020年末发布的新的嵌入芯片的國民身份證中納入「性別友善」的措施。首先，身份證上不会明顯示确性别。另外，身份證字號的第二位數字代表性别，目前为二元性（男性为「1」；女性为「2」）。将来，間性者和跨性别者都可以使用第三种性别选择（用数字「7」表示）。外交部保證，護照上的性別信息應與身份證上反映的性別登記一致。第三性別選項政策的細節尚未公佈。

## 組織
台灣有兩個著名的間性者倡導和支持小組：成立於2008年的國際陰陽人組織中文版和成立於2013年的台灣性別不明關懷協會。